# 3 Cone Drill
Der 3 Cone Drill ist ein gängiger physischer Test im American Football. Hierbei werden drei Hütchen im Abstand von 5 Yards in L-Form aufgestellt und der Getestete stellt sich im Drei-Punkt-Stand an einen der beiden End-Hütchen. Die Testperson läuft zum mittleren Hütchen, berührt den Boden und läuft zurück zum Ausgangshütchen. Dort wird erneut der Boden berührt, die Person dreht um und läuft außen am mittleren Hütchen vorbei zum dritten Hütchen. Dort wird erneut umgekehrt und der Getestete läuft erneut außen am mittleren Hütchen vorbei zum Startpunkt. Erfunden wurde er Anfang der 1980er von C.O. Brocato, einem Scout der Houston Oilers. Beim NFL Combine hält Jeffrey Maehl mit 6,42 Sekunden den Rekord. Seit 2007 gelang es nur elf Spielern beim Combine eine Zeit von 6,50 Sekunden oder weniger erzielen. Der Test wird verwendet, um die Fähigkeit eines Spielers für die Bewegung in vorgegebenen Raum, für schnelle Richtungswechsel, das Gleichgewicht zu halten und die Beschleunigung auf kurzen Stecken einzuschätzen. Er wird vor allem für die Bewertung von Runningbacks, Wide Receivern und Cornerbacks herangezogen.